# Ozon
Ozon（オゾン）はロシアの大手オンラインマーケットプレイス。ロシア国内で最古となるeコマース企業の1つであり「ロシアのAmazon」とも呼ばれる。同社は900万点以上の商品を取り扱っており、本社はモスクワに構えているが、キプロスに登記を行う。アマゾンをビジネスモデルとしているため、商標に「Azon」が選ばれているが、直ぐに「Ozone」が採用された。
1998年にオンライン書店として設立されたオゾンは、2019年までにロシア3大オンライン小売プラットフォームの1つにまで成長しており、2022時点で首位となるワイルドベリーズに続く大手ECサイトして認知されており、ヤンデックス. マーケット、AliExpressと共に4強の一角を担う。2020年にはフォーブスによって「ロシア国内で最も価値のあるインターネット企業」ランキングで第3位に選ばれている。
オゾンは、オンライン旅行予約プラットフォームとなる「Ozon.Travel」を所有し、ロシア最大のデジタル書店である「Litres」の株式を所有する「オゾングループ」の一部となる。2022年時点での最高経営責任者は、ヤンデックスの最高財務責任者および最高執行責任者を務めた後入社したアレクサンダー・シュルギン（Александр Шульгин）が務める。
2020年10月、オゾンはアメリカでIPOを開催するにあたり、同社の価値は30〜50億ドルになると報告されている。2020年11月、オゾンは同社を62億ドルと評価したIPOでNASDAQに上場を果たしている。このことから世界資本市場で一番成功したロシアのIT企業とも言われる。

## 歴史
オゾンは、ロシアのソフトウェア会社であるReksoftによってオンライン書店として1998年に設立された。同社はすぐに品揃えをCDとDVDに拡大し、衣料品から電子機器まで幅広い商品の販売を行っている。しかし、1999年の時点でロシア国内におけるインターネット人口は150万人程度であったことから月間売り上げ高は僅か15,000ドル程度であり、設立された1998年には債務不履行に陥っている。黎明期はこの収益性を改善すべく各種投資ファンドなどから資本調達を行いネット通販事業の拡大を模索する日々が続いている。なお、Amazonは黒字化するまで7年の歳月と20億ドル以上を費やしたことで知られる。
2000年、モスクワに本拠を構えるプライベート・エクイティ・ファンドであるベアリング・ボストック社から300万ドルの融資を得ることに成功。同年、以前からオゾンに対し助言を行っていたバーナード・ルーク（Bernard Luke）をオゾンのCEOとして招致。2011年には、フランス人女性起業家であるマエル・ギャヴェットが新CEOとして就任しており、ギャヴェットはロシア国内における電子商取引の普及に取り組んでいる。ギャヴェットは2015年に辞任し、COOであったイスラエル人のダニー・ペレカルスキー（Danny Perekalsky）がCEOを引き継いでいる。2017年、元ヤンデックスのCEOであったアレクサンダー・シュルギンが就任し現在に至る。

## 金融構造
1999年、Leonid Boguslavsky、Western Baring Vostok Group、UFG、RexCapitalによって設立された「ru-NetHoldings」は、オゾンの全株式を300万ドル（約3億3千万円）で購入。2000年、ベアリング・ボストックがオゾンに300万ドルを投資し主要株主となる。2007年、オゾンはジュネーブに本拠を置くインデックスベンチャーズが主導する資金調達ラウンドで1,800万ドル（約21億3千万）の資金調達に成功。2011年には日本の楽天グループ、ロシア系カナダ人の投資家レオニード・ボーガスラブスキーなどから1億ドル（約111億円）の投資を集めており、2014年にはロシアのコングロマリットであるシステマとロシアの大手インターネットサービスプロバイダであるMTSから合計1億5,000万ドルの資金調達契約を締結。MTSとベアリング・ボストックは2018年、オゾンに対し9,200万ドルの再投資を行っている。2019年、ボーガスラブスキーは所有するオゾンの株式を同社主要株主であるベアリング・ボストックとシステマに7,000万ドルで売却した。
2019年、オゾンはアメリカのベンチャーキャピタルであるプリンスビル・キャピタルの参加を得て1億5,000万ドルの資金調達に成功。これは、2014年以来、西側の支援者が関与するロシア最大となる技術投資の1つであると報告されている。

### 財務状況
オゾンは2019年に会社が大きく躍進しているとの報告を行っている。これは、年間売上高が93％増加して11億ドル（約1,100億円）となり、注文量が2倍以上の3,220万ドル（約38億円）を記録したため。流通取引総額（Gross Merchandise Value, GMV）による会社の売上高は、2020年第2四半期に前年比188％増加し、2020年上半期までに774億ルーブル（約750億円）に達し、前年同期から152％の増加を記録している。オゾンの最高財務責任者（CFO）であるダニイル・フョードロフによれば、コロナウイルスの流行による「巣ごもり需要」が起爆剤となり爆発的に需要が伸びたことが要因であると述べている。
ロシア国内の新型コロナウイルスの流行による検疫措置から、多くの人々がオンラインで買い物をするようになったことで、オゾンはコロナウイルスのパンデミック期間中に記録的な売上高を記録している。同社はこの期間、サイトの販売業者による不正な価格の吊り上げを防ぐため、最も人気のある商品の売買価格の凍結を行い、感染の拡大を制限するための非接触型宅配サービスを拡大している。
2022年ロシアのウクライナ侵攻によりナスダックではロシア関連の株が暴落しており、オゾン株も同様に暴落したことで取引停止措置が取られている。

## 製品とサービス

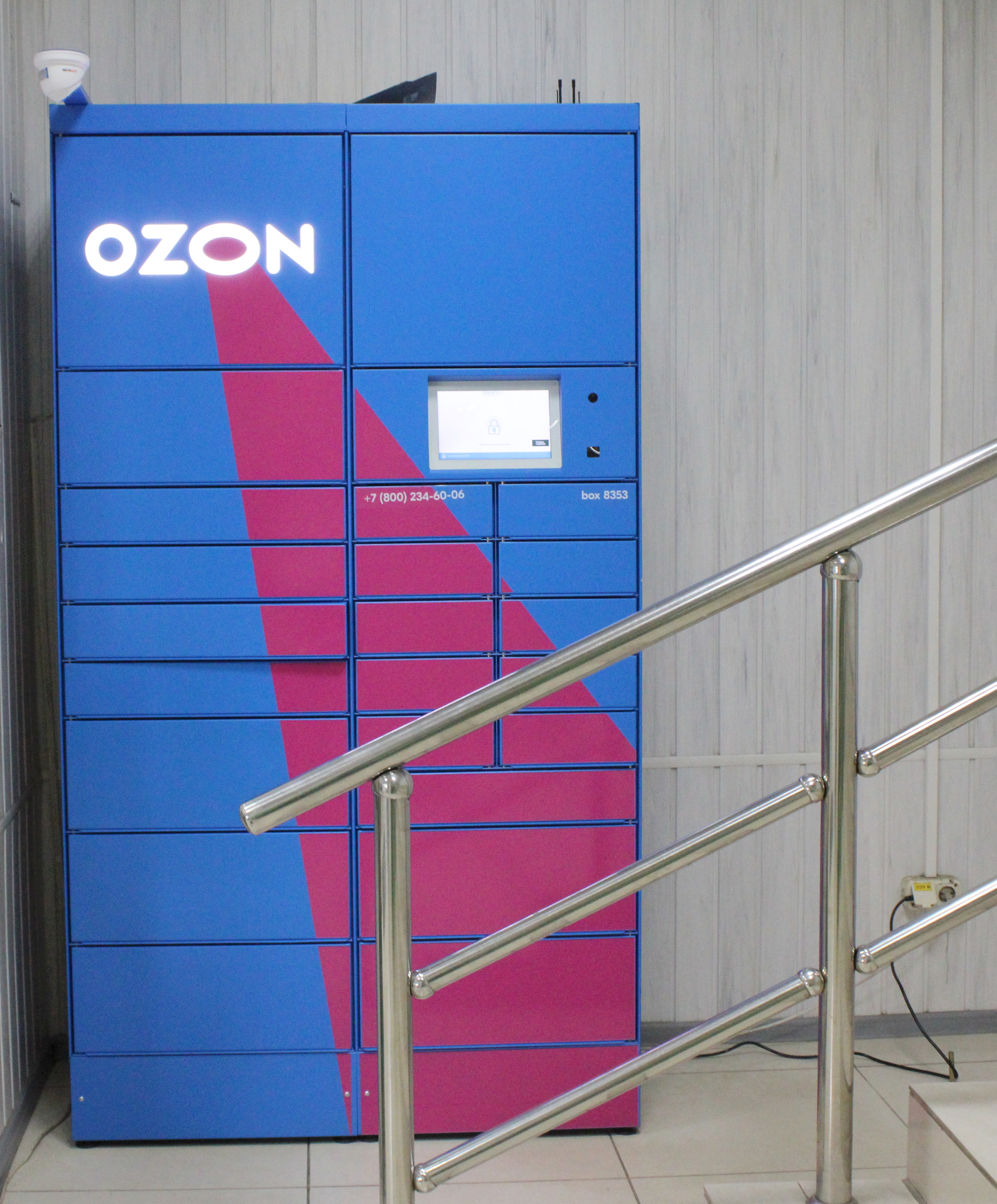
エカテリンブルク、シェルバコワ通りに設置されたスマートロッカー

オゾンは、衣料品、食料品、家庭用品、電子機器など、20を超える商品カテゴリに渡り、900万を超える製品の販売を行っている。2019年に取り扱い商品の拡充を行ったことで注文件数が前年比2倍以上となる3,220万件にまで伸びている。
2018年にはサードパーティ販売業者（C2C）のためのマーケットプレイス・プラットフォームの運営を開始した。2020年6月時点でサイト上の85％以上となる13,000人以上の個人事業者によって利用されていることが調査から明らかとなっている。
2019年初頭、同社はオゾン市場で製品を販売する中小企業に対する融資サービスとなる「Ozon.Invest」を開始。オゾンはまた、ロシア国内において最古のオンライン小売業者でもあるため、オンライン購入で使用される消費者向けローンと、キャッシュバック機能を備えた独自のデビットカードの発行を行っている。
2021年11月、オゾンは2022年の初頭からロシア国内の町村に対し、少なくとも15平方メートルのピックアップポイントの設置を行うことを発表した。

## ロジスティクス

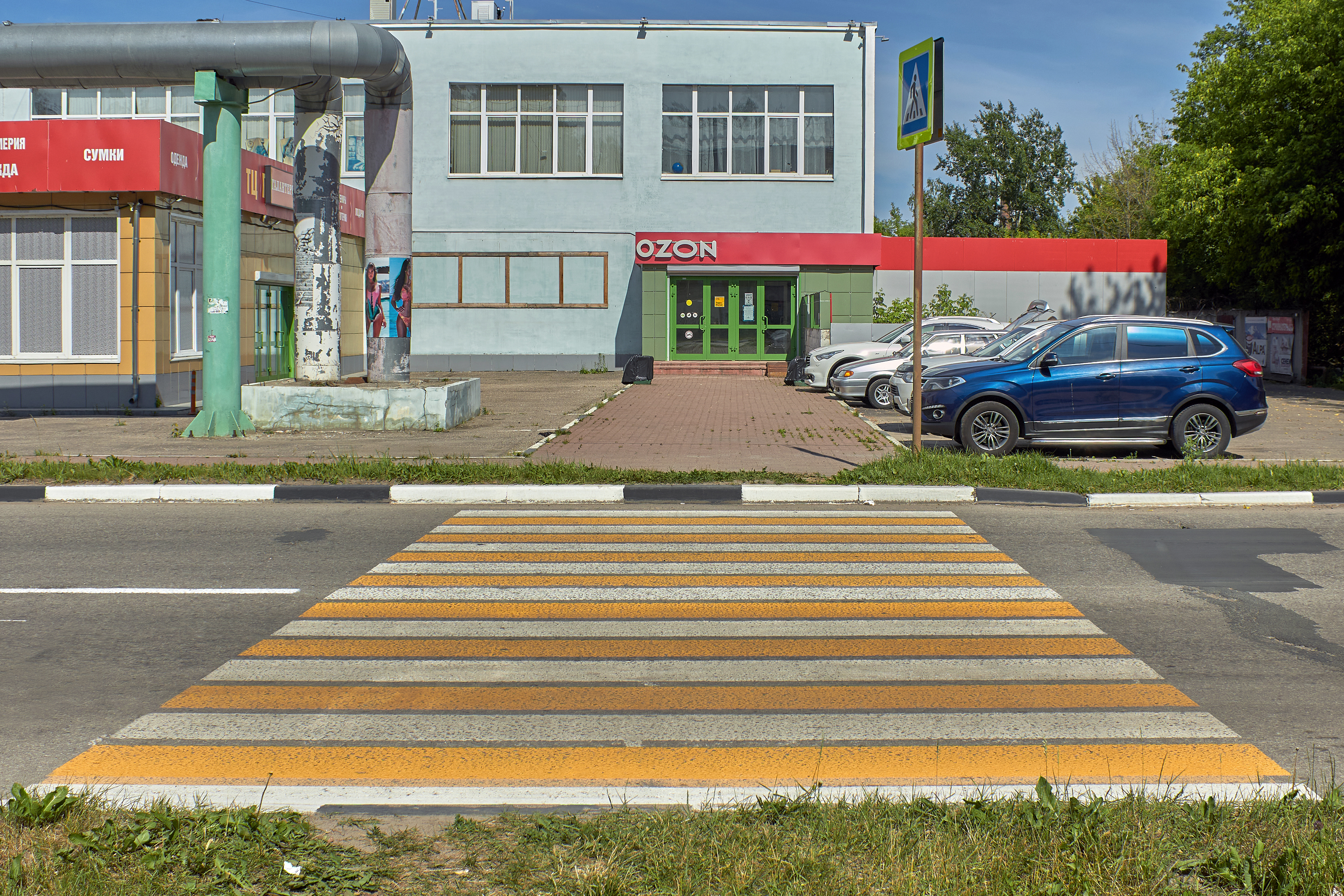
モスクワ東区ピェルヴォマイスカヤにある配送センター

オゾンは、ロシア国内11のタイムゾーンでの注文を処理するため、独自のフルフィルメントインフラの開発を行っている。2018年時点でモスクワ地区に7つのフルフィルメントセンターを持ち、この他にサンクトペテルブルク、トヴェリ、カザン、エカテリンブルク、ロストフ・ナ・ドヌ、ノボシビルスクにもフルフィルメントセンター所有している。2019年には所有するフルフィルメントセンターの容量を2倍以上となる200,000平方メートル以上にまで拡大しているほか、ラストワンマイルに関する投資も同時に行っている。
オゾンは自社の配送網を構築運営しており、ロシア全土に宅配ロッカーを含む16,000箇所を超える集配所ネットワークを所有する。顧客が商品を受け取ることができる配送所や宅配ロッカーなどの宅配インフラが構築されているが、これは、ロシア郵便は慢性的な人手不足から依頼品が届かないことで知られており、ロシア国内で信頼できる配送サービスを展開する事業者が不足していた理由による。2019年、オゾンはモスクワ地域で食料品の一時間以内の即日配送サービスとなる「Ozon Express」を開始した。
2020年の春にはコロナウイルスの流行により非接触宅配サービスのオプションを開始。3月にはロジスティクス機能の強化を図るため、3億ドル以上を費やす物流計画を発表し、資金調達のための新規株式公開（IPO）を行っている。
2020年7月、オゾンを含むロシアの大手ECサイト4社は外出制限期間中にモスクワ市内で配送し続けた配送員に対する感謝の意を込めた記念碑の建立を行う。
2021年12月、オゾンは2021年末までに、自社が所有するダークストアの拡充により、モスクワ市内30の地区において食料品や調理された料理の15分配送に関する準備が整っているとの発表が行われた。